# Laurence Dumont
Pour les articles homonymes, voir Dumont.
Laurence Dumont, née le 2 juin 1958 à Vincennes, est une femme politique française, députée socialiste du Calvados de 1997 à 2002, puis de 2007 à 2022.

## Carrière politique

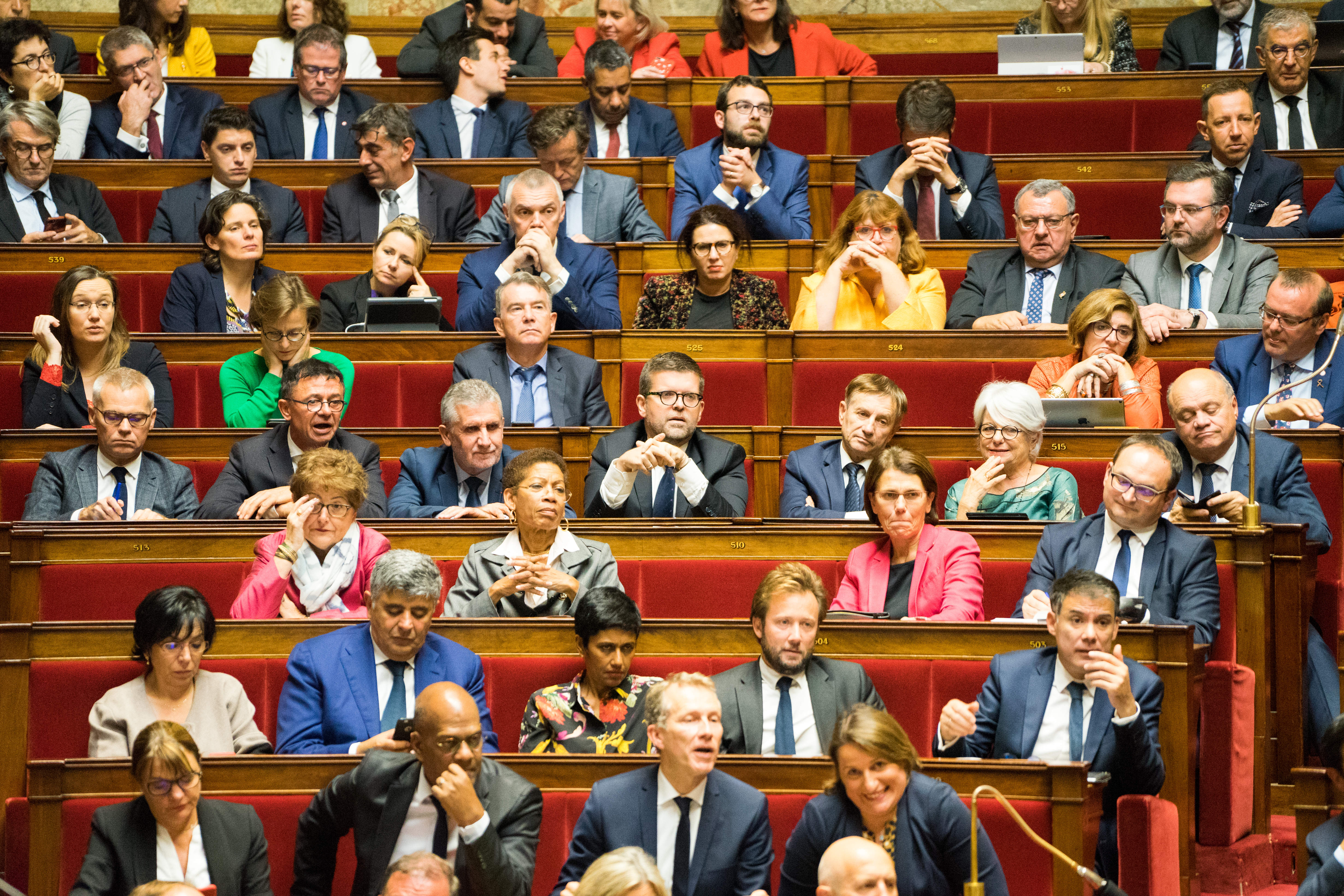
Laurence Dumont en 2018 en séance dans l'hémicycle de l'Assemblée nationale au 3e rang à droite.

Membre du Parti socialiste depuis 1986, elle crée la surprise en battant l'UDF François d'Harcourt au second tour des élections législatives de 1997 dans la cinquième circonscription du Calvados.
En 1998, elle mène la liste socialiste aux élections régionales, mais ne parvient pas à devancer la liste de René Garrec, le président sortant. 
Elle délaisse Bayeux pour Caen où elle devient le bras droit de Louis Mexandeau comme deuxième de la liste aux élections municipales de 2001 et suppléante aux législatives de 2002 sur la deuxième circonscription du Calvados (Caen-Est), battue les deux fois. 
Aux élections de 2007, elle est la candidate du PS sur la circonscription de Caen-Est qu'elle redonne à la gauche, en battant le député UDF sortant Rodolphe Thomas avec 54,63 % des suffrages. 
Défendant la motion D de Martine Aubry au Congrès de Reims du Parti socialiste en novembre 2008, elle est depuis secrétaire nationale à la Formation.
Le 3 octobre 2011, elle est élue vice-présidente de l'Assemblée nationale.
En 2012, après avoir été réélue sur la 2e circonscription de Caen-Est face à Rodolphe Thomas, avec 62,49 % des suffrages, son nom est cité pour la présidence de l'Assemblée nationale. Elle se désiste toutefois en faveur d'Élisabeth Guigou. Elle sera 1ère Vice-présidente de l'Assemblée nationale chargée des affaires internationale durant toute la mandature.
Elle est opposée à la GPA.
Elle soutient Benoît Hamon au second tour de la primaire citoyenne de 2017.
Après la victoire de ce dernier, elle est nommée co-responsable du conseil des parlementaires de sa campagne présidentielle avec Luc Carvounas,.
Candidate à sa réélection lors des élections législatives de 2017, elle l'emporte au second tour face à Éric Halphen (La République en marche !).
Candidate à la présidence de l'Assemblée nationale, elle recueille 32 voix et est battue dès le premier tour par François de Rugy.
Elle est secrétaire au bureau de l'Assemblée nationale et membre de la commission des affaires étrangères et fait partie du groupe Nouvelle Gauche.
En juillet 2017, Mediapart déclare que son cumul d'indemnités (comme 4 autres députés) en tant que parlementaire et membre de la CNIL est irrégulier selon l'interprétation par le journal de l’article 4 de l’ordonnance n° 58-1210 du 13 décembre 1958. La CNIL, de son côté, saisit le Secrétariat général du gouvernement en vue d'obtenir un avis juridique sur l'interprétation de la loi organique en question, le Premier ministre saisit alors le Conseil d'État. Ce dernier considère, dans son avis d’assemblée générale du 19 octobre 2017, que les indemnités pour participation aux travaux d’organismes extérieurs au Parlement n’étaient pas interdites aux parlementaires, invalidant ainsi la version de Mediapart.
Elle se présente comme suppléante d'Arthur Delaporte lors des élections législatives de 2022.

## Mandats
- 1er juin 1997 - 18 juin 2002 : députée de la cinquième circonscription du Calvados
- 25 juin 1997 - 18 juin 2002 : juge suppléant de la Cour de justice de la République[13]
- 15 mars 1998 - 17 avril 2001 : membre du conseil régional de Basse-Normandie

- 19 mars 2001 - 16 mars 2008 : membre du conseil municipal de Caen
- 17 juin 2007 - 21 juin 2022 : députée de la deuxième circonscription du Calvados
  - 4 octobre 2011 - 27 juin 2012 : sixième vice-présidente de l'Assemblée nationale
  - 27 juin 2012 - 20 juin 2017  : première vice-présidente de l'Assemblée nationale
  - À partir de 27 juin 2017  : secrétaire de l'Assemblée nationale